# Toni Bentley
Pour les articles homonymes, voir Bentley.
Toni Bentley est une danseuse et écrivain australo-américaine, née en 1958 à Perth en Australie.

## Famille et enfance
Le père de Toni, P.J. Bentley, est un biologiste et endocrinologue australien. Son frère, le docteur David Bentley, est biologiste moléculaire à l'Université du Colorado à Denver. Elle a pris son premier cours de ballet à l'âge de quatre ans à Bristol, en Angleterre, et est entrée à la School of American Ballet, l'école officielle du New York City Ballet, à dix ans. À dix-sept ans, elle rejoint le New York City Ballet de George Balanchine où elle se produit pendant dix ans sous sa direction. Elle a pris sa retraite de la scène à 26 ans en raison d'une blessure à la hanche.

## Carrière
Bentley a écrit cinq livres. À l'âge de 22 ans, elle publie Winter Season, A Dancer's Journal chez par Random House. C'est un journal de sa vie en tant que danseuse de corps de ballet au New York City Ballet. Il a été qualifié de « mini-merveille » par Robert Craft dans The New York Review of Books.
Parmi ses autres livres, on peut citer Holding On to the Air: the Autobiography of Suzanne Farrell (co-écrit avec Farrell, Simon & Schuster, 1990) ; Costumes by Karinska (Harry N. Abrams, 1995) à propos de la costumière russe Barbara Karinska ; Sisters of Salomé (Yale University Press, 2002), une histoire culturelle de la femme fatale et des origines du strip-tease moderne ; et The Surrender, An Erotic Memoir (ReganBooks / HarperCollins, 2004). Tous ses livres ont été nommés livres de l'année par The New York Times.
Elle a écrit des essais et des critiques pour The New York Times Book Review,, Vogue, The New Republic, Bookforum et CR Fashionbook. Son essai « The Bad Lion », publié à l'origine dans The New York Review of Books a été nommé pour le prix du Meilleur essai américain de 2010 par le rédacteur Christopher Hitchens.
Elle a donné des conférences à l'université Harvard, à la Oscar Wilde Society, au Philadelphia Museum of Art, au Zimmerli Art Museum de l'université Rutgers, à l'université du Nord de la Floride, à la Philoctetes Society et au THiNK 2013. En 2008, elle a été récompensée une bourse Guggenheim.

## Ma reddition
En 2004, Harper Collins a publié le livre de Bentley The Surrender (traduit par Ma reddition en français), un récit de son expérience de la sodomie hétérosexuelle, et une célébration de la soumission sexuelle féminine. Dans les années 2000, le livre est à l'origine de la notoriété considérable de Bentley, compte tenu de son statut de membre d'une société cultivée et du caractère tabou du sujet traité,. Depuis lors, le sujet a fait l’objet d’une attention considérable en raison de la popularité mondiale de Fifty Shades of Grey. Le livre a été traduit en dix-huit langues.
Une pièce de théâtre a été adaptée de The Surrender, La Rendición réalisée par l'espagnol Sigfrid Monleón, jouée par l'actrice germano-suisse Isabelle Stoffel. Elle a eu sa première en espagnol à Madrid au Microteatro Por Dinero en janvier 2012. Stoffel a joué le rôle principal dans la production. La pièce a ensuite été produite par le Théâtre national espagnol (Centro Dramático Nacional) en janvier 2013 au Teatro María Guerrero de Madrid. La pièce a été présentée en première mondiale en anglais au Edinburgh Festival Fringe en août 2013, et en première américaine au Clurman Theatre à New York en janvier 2014. Elle a également été jouée à Buenos Aires, Barcelone, Valence et dans une version allemande, Die Hingabe, à Kiel en Allemagne et à Berne en Suisse.

## Œuvres

### Livres
- Winter Season, A Dancer's Journal (Random House, 1982)
- Holding On to the Air (Simon & Schuster, 1990)
- Costumes by Karinska (Harry N. Abrams, 1995)
- Sisters of Salome (Yale University Press, 2002)
- The Surrender, An Erotic Memoir (Ecco/HarperCollins, 2004)

### Anthologies
- Remembering Lincoln (éd. Nancy Reynolds, The Ballet Society, 2007)
- Reading Dance (éd. Robert Gottlieb, Pantheon Books, 2008)
- Dirty Words, A Literary Encyclopedia of Sex (éd Ellen Sussman, Bloomsbury, 2008)
- Best American Essays 2010 (éd. Christopher Hitchens, Houghton Mifflin Harcourt, 2010)
- New York Diaries 1609–2009 (éd. Teresa Carpenter, Modern Library, 2012)